# Fuzzy-Trace-Theorie
Die Fuzzy-Trace-Theorie ist eine psychologische Theorie der kognitiven Entwicklung, die grob den Informationsverarbeitungstheorien zuzuordnen ist.
Nach der Theorie enkodieren Menschen Erfahrungen auf einem Kontinuum von verbatim (wörtlich) bis fuzzy (unscharf). Der Inhalt eines abgespeicherten Sachverhaltes enthält die wichtigsten Zusammenhänge, aber nur wenige Details. "Unscharfe" Spuren können mit weniger Aufwand aktiviert werden, "wörtliche" Spuren werden leichter vergessen. Es wird angenommen, dass Kinder bis sieben Jahren versuchen, sich möglichst genaue und viele "wörtliche" Informationen zu merken, ältere Kinder und Erwachsene eher "unscharfe" Informationen abspeichern. Kinder benötigen bei der Verarbeitung von Sachverhalten länger, weil ihre kognitiven Ressourcen beschäftigt damit sind, sich wörtliche Details zu merken. Sie können demnach unwichtige Informationen nicht so gut ausfiltern und unterliegen damit eher Interferenzen, also Störfaktoren, als Jugendliche und Erwachsene.
Beim Lösen mancher Aufgaben benötigt man eher "unscharfe" Information, bei anderen "wörtliche": Es wird angenommen, dass für die Gedächtnisleistung weniger die genaue Repräsentation als die zusammenfassende Speicherung der Information wichtig ist. Mit diesen intuitiven und ungenauen Informationen lassen sich Probleme allerdings schlechter lösen. 
Der Cognitive-Triage-Effekt wird als Begründung für dieses Modell herangezogen. Er besagt, dass Inhalte des Gedächtnisses in der Reihenfolge schwach-stark-schwach wiedergegeben werden.